# Уэсли, Рутина
Ру́тина Уэ́сли (англ. Rutina Wesley, род. 1 февраля 1979, Лас-Вегас) — американская актриса. Наиболее известна ролью Тары Торнтон в сериале HBO «Настоящая кровь».

## Ранние годы
Уэсли родилась и выросла в Лас-Вегасе, Невада. Её отец, Айвери Уилер, профессиональный танцор чечётки, а её мать, Кассандра Уэсли, была статисткой. Рутина посещала школу при Академии Лас-Вегаса международного обучения, исполнительских и визуальных искусств.Она училась танцевать при Simba Studios and the West Las Vegas Arts Center. После поступила в University of Evansville в Индиане. После получения степени бакалавра в области сценического искусства, бабушка Рутины предложила ей окончить курсы медсестёр, но она решила всё же продолжить своё образование. Уэсли поступила в Джульярдскую школу в 2001 и окончила её в мае 2005 года, проведя одно лето в Королевской академии драматического искусства.

## Карьера
В декабре 2006 года Уэсли пригласили в Бродвейскую постановку Дэвида Хеа «The Vertical Hour». В 2007 она также появлялась на сцене The Public Theater в Нью-Йорке в пьесе «In Darfur» Уинтера Миллера, где также играли Хизер Раффо, Аарон Лор и другие.
У Уэсли была маленькая роль в 2005 году в фильме «Правила съёма: Метод Хитча», но её вырезали в конечном итоге. В конце концов дебют Рутины на большом экране состоялся в 2007 году с главной роли Райи в фильме британского режиссёра Иэна Икбала Рашида «Как она двигается» о девушке, которая не может позволить себе обучение в частной медицинской школе и участвует в танцевальном конкурсе, чтобы выиграть крупный денежный приз. Перед съёмками в этом фильме Уэсли прошла пятинедельную танцевальную подготовку.
В 2007 году прошла пробы на роль Тары Торнтон в новый сериал Алана Болла «Настоящая кровь», который выбрал её, потому что «она была первым человеком, который показал уязвимые стороны Тары». Изначально Тару должна была сыграть Брук Керр. Помимо пока основной своей роли Тары Рутина сыграла эпизод в сериале «4исла» и озвучила пару эпизодов в мультсериалах «Генератор Рекс» и «Шоу Кливленда». В 2011 году должен выйти драматический фильм «California Winter» с участием Уэсли. Была дважды номинирована в составе команды сериала «Настоящая кровь» как Лучший актёрский состав: в 2009 году — Scream, в 2010 году — Премия Гильдии киноактёров США.
В 2016 году Уэсли была приглашена на главную роль в сериал Oprah Winfrey Network «Королева сахарных плантаций» производства Авы Дюверней и Опры Уинфри.

## Личная жизнь
В 2005—2014 года Уэсли была замужем за актёром Джейкобом Фишелом.

## Фильмография
| Год       |    | Русское название            | Оригинальное название   | Роль                   |
| --------- | -- | --------------------------- | ----------------------- | ---------------------- |
| 2007      | ф  | Как она двигается           | How She Move            | Райа Грин              |
| 2008      | с  | 4исла                       | Numb3rs                 | Сара / Дженни Каладро  |
| 2009      | мс | Шоу Кливленда               | The Cleveland Show      | Иветт                  |
| 2010      | с  | Капля настоящей крови       | A Drop of True Blood    | Тара Торнтон           |
| 2010—2011 | мс | Генератор Рекс              | Generator Rex           | Кенвин Джонс           |
| 2008—2014 | с  | Настоящая кровь             | True Blood              | Тара Торнтон           |
| 2011      | ф  | Калифорнийская зима         | California Winter       | Марси                  |
| 2013      | ф  |                             | The Championship Rounds | Тина                   |
| 2014      | ф  | Последний уик-энд           | Last Weekend            | Нора                   |
| 2014      | ф  | 13 грехов                   | 13 Sins                 | Шелби                  |
| 2015      | с  | Ганнибал                    | Hannibal                | Риба Макклейн          |
| 2015—2017 | с  | Стрела                      | Arrow                   | Лиза Уорнер / Леди Коп |
| 2016—2022 | с  | Королева сахарных плантаций | Queen Sugar             | Нова Борделон          |
| 2019      | с  | Ходячие мертвецы            | The Walking Dead        | Джослин                |
| 2022      | ф  |                             | Outsiders               | Рамила                 |
| 2023      | с  | Одни из нас                 | The Last of Us          | Мария                  |

## Награды и номинации
| Год  | Награда                        | Категория                                         | Работа          | Результат |
| ---- | ------------------------------ | ------------------------------------------------- | --------------- | --------- |
| 2009 | Scream Awards                  | «Лучшая актриса второго плана»                    | Настоящая кровь | Номинация |
| 2009 | Scream Awards                  | «Лучший творческий ансамбль»                      | Настоящая кровь | Номинация |
| 2010 | Премия Гильдии киноактёров США | «Лучший актёрский состав в драматическом сериале» | Настоящая кровь | Номинация |
| 2010 | Scream Awards                  | «Лучший творческий ансамбль»                      | Настоящая кровь | Номинация |
| 2011 | Scream Award                   | «Лучший творческий ансамбль»                      | Настоящая кровь | Победа    |